# 신가
신가(神䴥)는 중국 북위(北魏) 태무제(太武帝)의 두 번째 연호이다. 428년 2월에서 431년까지 3년 11개월 동안 사용하였다.
같은 시기에 사용된 다른 연호로는 서진(西秦)에서 사용한 건홍(建弘 : 420년 ~ 428년), 영홍(永弘 : 428년 ~ 431년), 북량(北凉)에서 사용한 현시(玄始 : 412년 ~ 428년), 승현(承玄 : 428년 ~ 431년), 의화(義和 : 431년 ~ 433년), 하(夏)에서 사용한 승광(承光 : 425년 ~ 428년), 승광(勝光 : 428년 ~ 431년), 북연(北燕)에서 사용한 태평(太平 : 409년 ~ 430년), 태흥(太興 : 431년 ~ 436년), 송(宋)에서 사용한 원가(元嘉 : 424년 ~ 453년)가 있다.

## 개원
시광(始光) 5년 2월 1일(428년 3월 2일)에 신가(神䴥)로 개원함.

## 연대대조표
| 신가                | 원년                            | 2년        | 3년        | 4년                 |
| 서력                | 428년                           | 429년      | 430년      | 431년               |
| 육십간지 (六十干支) | 무진(戊辰)                      | 기사(己巳) | 경오(庚午) | 신미(辛未)          |
| 서진 (西秦)         | 건홍(建弘) 9년 영홍(永弘) 원년  | 2년        | 3년        | 4년                 |
| 북량 (北凉)         | 현시(玄始) 17년 승현(承玄) 원년 | 2년        | 3년        | 4년 의화(義和) 원년 |
| 하 (夏)             | 승광(承光) 4년 승광(勝光) 원년  | 2년        | 3년        | 4년                 |
| 북연 (北燕)         | 태평(太平) 20년                 | 21년       | 22년       | 태흥(太興) 원년     |
| 송 (宋)             | 원가(元嘉) 5년                  | 6년        | 7년        | 8년                 |

## 같이 보기
- 중국의 연호

| 이전 연호 시광(始光) | 중국의 연호 북위(北魏) | 다음 연호 연화(延和) |